# Synagoga Bet Israel w Stambule
Synagoga Bet Israel w Stambule – synagoga znajdująca się w Stambule, w dzielnicy Şişli. Razem z synagogą Neve Shalom jest wspierana i zarządzana przez Fundację Neve Shalom.
Synagoga została zbudowana w latach 20. XX wieku. Została znacznie rozbudowana w latach 50. przez Żydów, którzy wyemigrowali do Stambułu w czasie i po II wojnie światowej. Synagoga jest najbardziej i najchętniej odwiedzaną synagogą w Turcji. 